# Dionicia Gamboa
Dionicia Gamboa es una parasitóloga, bióloga y bioquímica peruana y profesora de la Facultad de Ciencias e Ingeniería de la Universidad Peruana Cayetano Heredia. Su investigación se centra en Plasmodium vivax, una de las principales especies de parásitos de la malaria en América del Sur (así como en el sudeste asiático).Su alta producción científica la clasifica como "Investigadora Distinguida", el máximo nivel del Registro Nacional Científico, Tecnológico y de Innovación Tecnológica del Consejo Nacional de Ciencia, Tecnología e Innovación del Perú.

## Temprana edad y educación
Gamboa creció en Chiclayo. Estudió en el Colegio IE Nuestra Señora del Rosario. Cuando terminó la escuela, se mudó a Lima para realizar estudios universitarios. Gamboa se licenció en biología y obtuvo una maestría en bioquímica en la Universidad Peruana Cayetano Heredia. Unos años más tarde, se mudó a los Países Bajos para realizar su doctorado sobre Leishmania en la Universidad de Maastricht.

## Investigación
Formó el grupo de malaria en el Instituto de Medicina Tropical de la UPCH con un equipo de alrededor de 50 personas que realizaban estudios de laboratorio en Lima y trabajo de campo en Iquitos.
Gamboa y su grupo han trabajado con el Programa Especial de Investigación y Capacitación en Enfermedades Tropicales de la Organización Mundial de la Salud y el Ministerio de Salud del Perú para rastrear la reproducción de mosquitos y la transmisión de malaria en el Amazonas. El 96% de la carga de malaria en Perú se encuentra en el Departamento de Loreto, plagado de selvas tropicales, donde el vector más abundante son los mosquitos Anopheles darlingi. Su equipo de investigación utilizó drones aéreos para construir mapas de dónde se pueden encontrar grandes masas de agua estancada en la región rural, que proporcionan hábitats fértiles para los mosquitos en desarrollo.
Gamboa es líder de proyecto en el Centro Amazónico de Excelencia en Investigación de Malaria establecido por los Institutos Nacionales de Salud de Estados Unidos y dirigido por Joseph Vinetz.

## Distinciones y premios

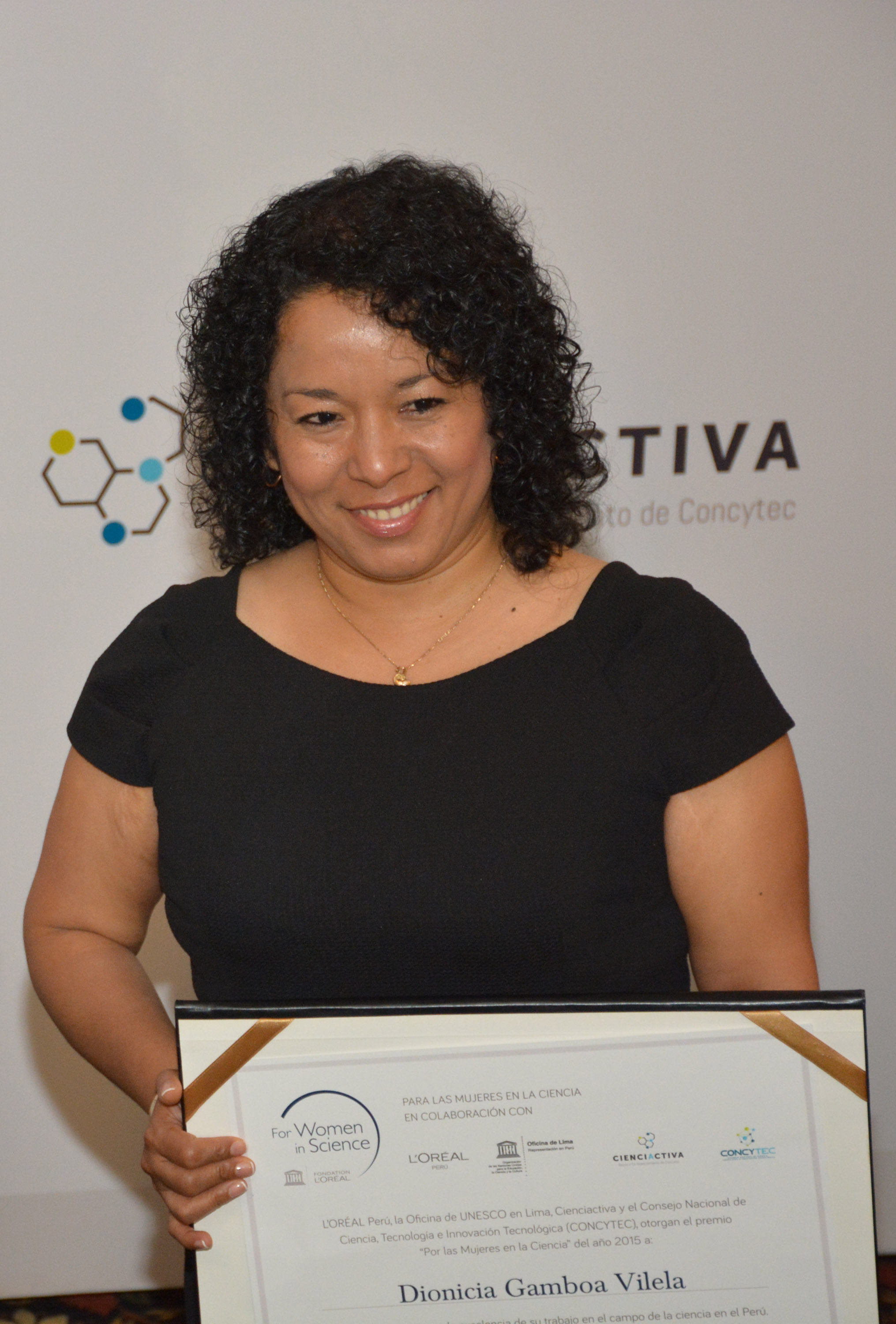
Dionicia Gamboa recibiendo Premio L´Oréal "Por las Mujeres en la Ciencia", 2015

Gamboa recibió el Premio de la Fundación Elsevier en 2013 por su trabajo como joven científica en su continente. Sin embargo, recientemente comentó sobre la decepción de que su país ya no tuviera derecho a acceso con descuento a las revistas de Elsevier debido al reciente crecimiento económico. La Universidad Peruana Cayetano Heredia le otorgó el segundo lugar del Premio a los jóvenes investigadores con mayor número de publicaciones científicas en revistas indizadas. En 2016 Gamboa recibió el Premio L'Oréal-UNESCO Para la Mujer en la Ciencia otorgado por L'Oréal Perú, la Unesco y el Consejo Nacional de Ciencia, Tecnología e Innovación, valorado en 45.000 soles peruanos. En el 2021, el Consejo Nacional de Ciencia, Tecnología e Innovación reconoció sus aportes incluyéndola en el libro titulado Científicas del Perú: 24 historias por descubrir. 